# Rebecca Oppenheimer
Rebecca Oppenheimer (*1972 v New Yorku) je americká astrofyzička a jedna ze čtyř kurátorek a profesorek na katedře astrofyziky v Americkém přírodovědném muzeu (American Museum of Natural History - AMNH) v Upper West Side na ostrově Manhattan v New Yorku. Toto muzeum je jedno z největších muzeí světa a sestává z 25 propojených budov, které ukrývají 46 sálů se stálými výstavami, výzkumné laboratoře a renomovanou knihovnu.
Rebecca Oppenheimer je srovnávací exoplanetární vědec a zkoumá planety obíhající kolem jiných hvězd než je Slunce. Byla prvním vědcem, který studoval složení atmosféry, chemii a fyziku hvězdných objektů mimo naši sluneční soustavu. V její optické laboratoři byla vyvinuta řada nových astronomických přístrojů určených k přímému pozorování a pořizování spekter blízkých slunečních soustav s exoplanetami. Jedním z cílů jejího výzkumu je najít život mimo sluneční soustavu.
Rebecca Oppenheimer je popularizátorkou astrofyziky a pravidelně přednáší o astronomickém výzkumu veřejnosti i odborníkům. Publikovala již více než dvě stě šedesát výzkumných a veřejně orientovaných vědeckých článků. Podle Google Scholar byly od roku 2021 její články citovány 10 878krát. Její h-index je 55 a i10-index je 133. 

## Vzdělání a osobní život

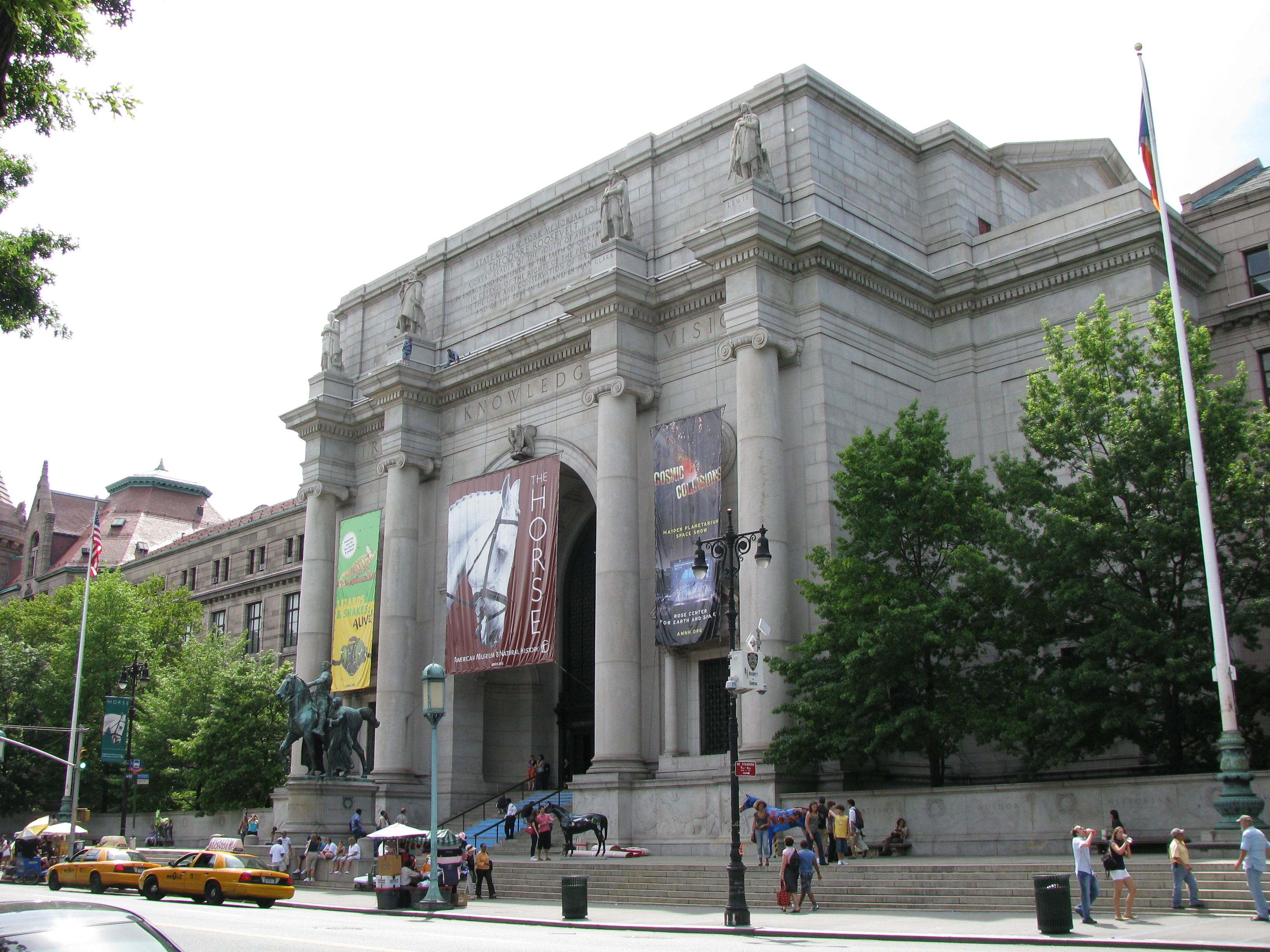
Americké přírodovědné muzeum (American Museum of Natural History - AMNH)

Rebecca Oppenheimer se narodila v roce 1972 a vyrůstala v Upper West Side na Manhattanu v New Yorku. Navštěvovala školu Horace Manna v Bronxu. Po promoci v roce 1990 navštěvovala Kolumbijskou univerzitu, kde získala titul I.I.Rabi Science Scholar. V roce 1994 získala titul B.A. ve fyzice na Kolumbijské univerzitě. V roce 1999 získala titul Ph.D. v astrofyzice na California Institute of Technology a následující dva roky strávila na University of California v Berkeley na postdoktorském výzkumném stipendiu Hubbleova vesmírného dalekohledu. V roce 2001 se přestěhovala zpět do New Yorku, aby prováděla výzkum v Americkém přírodovědném muzeu (AMNH).
Rebecca Oppenheimer je trans žena a aktivistka za práva LGBT lidí. Svoji orientaci přiznala v roce v roce 2014 v New York Times, kde psala o tom, že je transgender a vědkyně.

## Kariéra a popularizace vědy
- Rebecca Oppenheimer je mimořádnou profesorkou na katedře astronomie Kolumbijské univerzity.
- Je držitelkou tří patentů, je spoluobjevitelkou prvního hnědého trpaslíka Gliese 229 a je aktivní ve výzkumu exoplanet.
- Vedla nebo se podílela na mnoha nových přístrojových projektech, včetně Lyotova projektu, Gemini Planet Imager, Palomar Adaptive Optics a Palomar Advanced Radial Velocity Instrument.

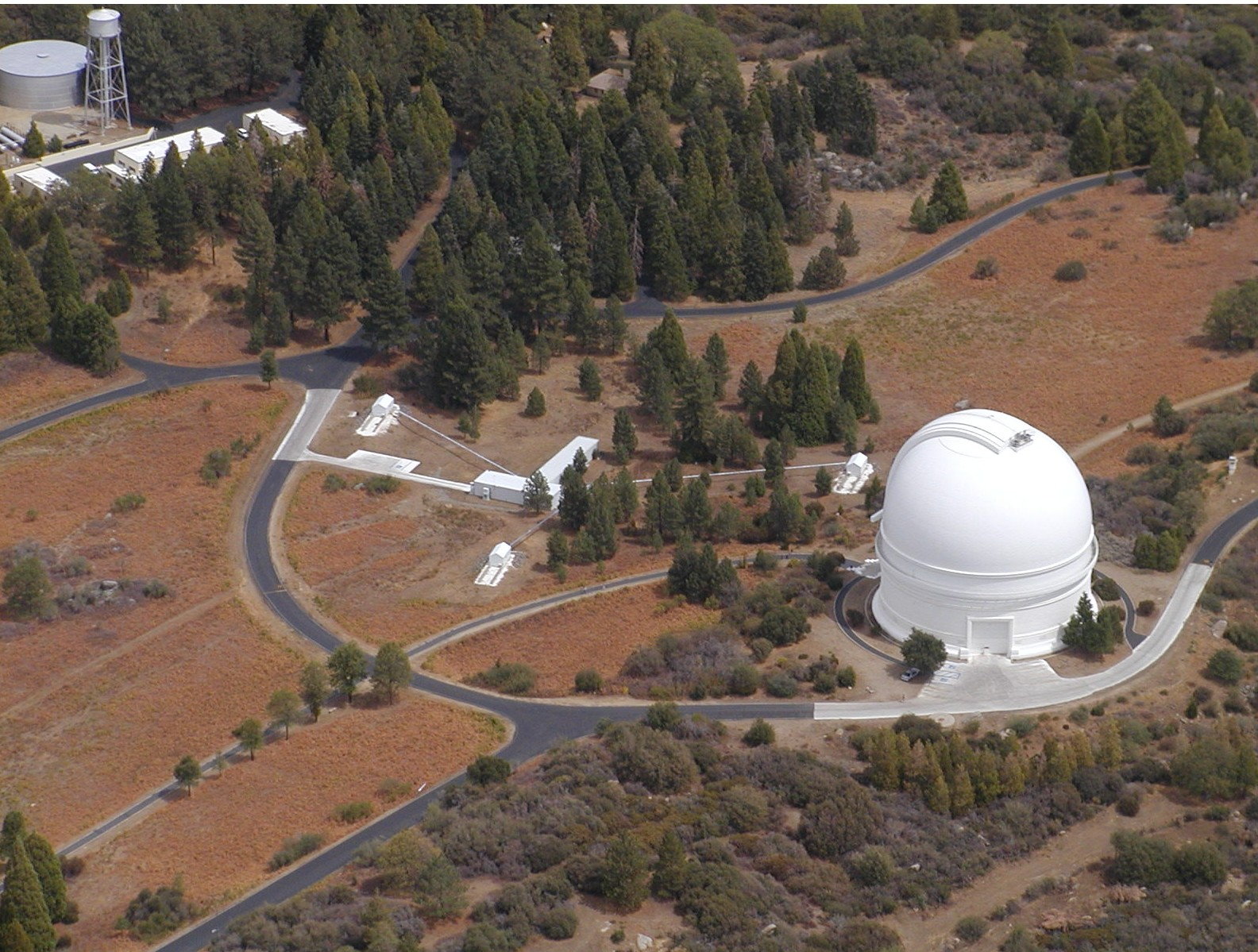
Observatoř Palomar

- Observatoř PalomarV březnu 2004 spolupracovala na nasazení nejcitlivějšího koronografu na světě - na teleskopu AEOS na Maui. V červnu 2008 její tým nasadil ještě přesnější a citlivější zobrazovací systém exoplanet na observatoři Palomar. Tento nástroj se nazývá Project 1640 a zahrnuje výzkumníky z AMNH, Cambridge, Caltech a NASA/JPL.
- Ve své laboratoři v muzeu Rose Center for Earth and Space vyvinula systém potlačení hvězdného světla pro projekt International Gemini Observatory Planet Imager (GPI).[1]

Srovnání velikostí hvězdných objektů - dole bílí trpaslíci (white dwarfs) a hnědí trpaslíci (brown dwarfs)

- Srovnání velikostí hvězdných objektů - dole bílí trpaslíci (white dwarfs) a hnědí trpaslíci (brown dwarfs)V březnu 2013 se Projekt 1640, na kterém spolupracovala, stal prvním výzkumem všech známých planet v jiném planetárním systému.
- Pracuje také na ultrachladných bílých trpaslících (zbytcích normálních hvězd) a hnědých trpaslících (objektech podobných hvězdám, které jsou příliš malé na to, aby byly hvězdami, ale příliš velké na to, aby se daly nazývat planetami). Je spoluobjevitelkou prvního hnědého trpaslíka zvaného Gliese 229B.[1][2] Pracuje také na jejich roli při tvoření baryonické temné hmoty, stejně jako koronografii a schopnosti vidět slabé nebeské objekty vedle jasných.
- Působila v mnoha poradních výborech NASA, včetně TPF Science and Technology Definition Team, v různých výborech NSF a NRC, NASA Astrophysics Senior review for 2014, 2016 (předsedala) a 2019.
- Od roku 2015 je členem komise NASA pro hodnocení technologií exoplanet.
- Je aktivní členkou Americké astronomické společnosti a Mezinárodní astronomické unie (IAU).
- Velké úsilí věnuje vzdělávání studentů i široké veřejnosti. Je kurátorkou zpráv a dokumentů AstroBulletin a Atlasu digitálního vesmíru. Je kurátorkou výstavy Searching for New Worlds a spolukurátorkou vesmírné výstavy Journey to the Stars.
- Její video The Known Universe vytvořené jako součást výstavy v Rubin Museum je raným příkladem vědeckého videa, které se stalo virálním na YouTube v roce 2009.

## Ocenění a vyznamenání
- 2020: inStyle Magazine, 50 Badass Women of 2020, 16. místo
- 2019: Fulcrum Arts Honoree za úspěchy na pomezí vědy a umění
- 2009: Blavatnik Award for Young Scientists, New York Academy of Sciences
- 2003: Carter Memorial Lecturer, Carter Observatory, Wellington, Nový Zéland
- 2002-2004: Kalbfleisch Research Fellowship, Americké přírodovědné muzeum
- 2002: National Academies of Science, Beckman Frontiers of Science
- 1999-2002: Hubble Postdoctoral Research Fellowship
- 1994-1997: National Science Foundation Graduate Research Fellowship
- 1990-1994: I.I. Rabi Science Scholar, Columbia University
- 1990: Westinghouse Science Competition, čestné uznání
- 1989: New York Academy of Sciences Science Writing Competition, první místo